# دلال الفياض
دلال الفياض (17 آب 1982) ممثلة مسرحية ومخرجة أردنية.

## حياتها
ولدت في الأردن في 17 أغسطس\آب عام 1982، حصلت على درجة البكالوريوس في اقتصاد الأعمال عام 2004 وعملت في مجال البنوك لفترة وجيزة. وفي عام 2010، بدأت مسيرتها في التمثيل، فدرست الفنون المسرحية (تمثيل وإخراج) وحصلت على درجة البكالوريوس من الجامعة الأردنية عام 2018.

## أعمالها
من أعمال دلال الفياض المسرحية:
- جمهورية الموز
- صوتان لصهيل واحد
- وبعدين
- العودة إلى الأمام
- الطابعان على الآلة
- الم عابر

كما أخرجت مسرحية بَر (مستوحاة من نص مسرحية العميان لموريس ماترلينك) التي حصلت من خلالها على جائزة أفضل نص مُعَد وأفضل إخراج في مهرجان الإسكندرية المسرحي العربي للمعاهد.

## الجوائز
- جائزة أفضل ممثلة في مهرجان المسرح الجامعي الدولي في المنستير.[1]
- جائزة أفضل ممثلة في مهرجان عشيات طقوس المسرحي الدولي.
- جائزة أفضل ممثلة دور ثاني في مهرجان الدّن المسرحي في مسقط.
- جائزة الهيئة العربية للمسرح لأفضل ممثلة في مهرجان رم للمسرح الأردني.
- جائزة أفضل نص مُعَد وأفضل إخراج.